# Autoestereoscopia

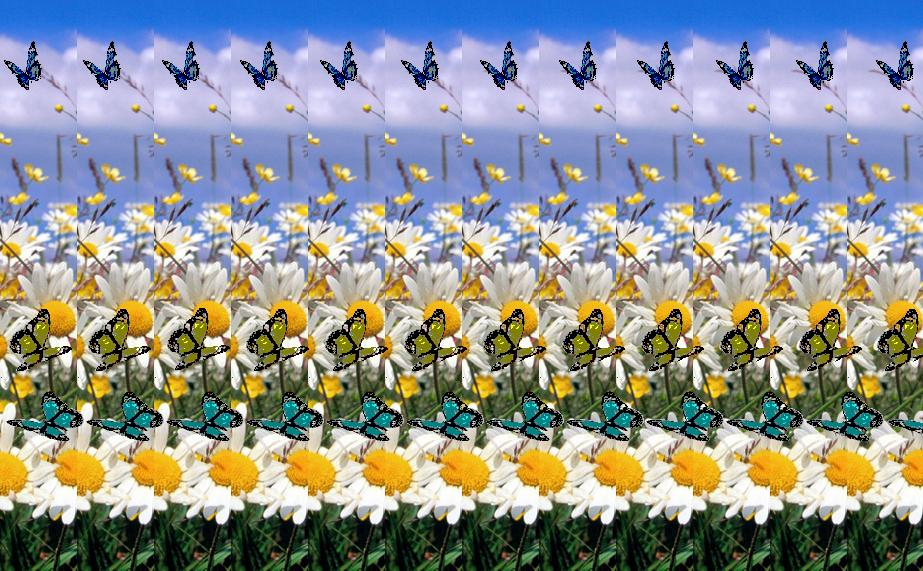
En este ejemplo, las mariposas celestes de la fila inferior, están en un plano más cercano que las de la fila media de color mostaza y ambas filas en un plano superior con respecto al fondo de flores. Las mariposas celestes de la fila superior se encuentran en diferentes planos por sobre el fondo de nubes

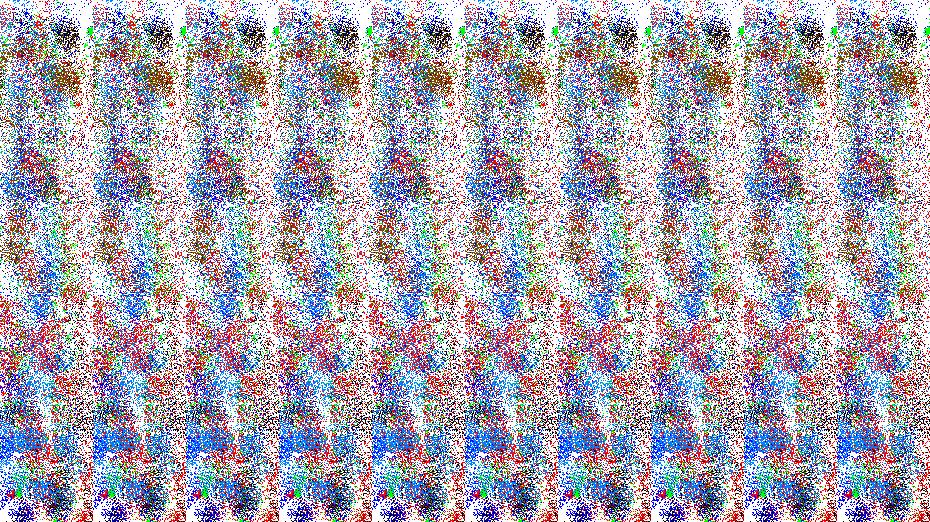
En esta imagen se puede percibir, una vez focalizada, una abertura en el centro del plano en forma de ventana, con postigos a los lados, que deja ver una superficie plana de fondo, paralela a la "pared" de la ventana.

La autoestereoscopia es un método para reproducir imágenes tridimensionales estereoscopicas que puedan ser visualizadas sin que el usuario tenga que utilizar ningún dispositivo especial (como gafas o cascos especiales) ni necesite condiciones especiales de luz. Por eso también se le denomina generalmente 3D sin gafas.

## Características
Gracias a este método, el observador puede apreciar profundidad aunque la imagen está producida por un dispositivo plano. La visión estereoscópica consiste en la observación, por parte de ambos ojos de dos imágenes que difieren levemente y que representan una misma realidad. Esa pequeña diferencia, similar a la que perciben los ojos humanos cuando miran el mundo que les rodea, es la que permite al cerebro calcular la profundidad. La aplicación de este principio consiste en poder dotar al soporte que emita las imágenes, la capacidad de enviar cada una de estas imágenes a un ojo distinto. De esta manera el cerebro construirá la imagen 3D del objeto o de la escena que estamos representando.
La tecnología de la exhibición autoesteroscópica incluye el papel, la película, el vídeo, y sistemas informáticos.
Los dispositivos autoesteroscópicos son atractivos porque ofrecen la mayor aproximación al mundo real que nos rodea, sin necesidad de tener que utilizar aparatos externos.

## Funcionamiento
La visión estérea humana se basa en señales de profundidad fisiológicas y psicológicas para interpretar la información tridimensional de una escena recibida en la superficie 2D del ojo o retina.
FísicoLas señales fisiológicas de la profundidad se basan en la estructura física de los ojos e incluyen la acomodación o el cambio de la forma de la lente, la convergencia de las dos perspectivas diferentes de cada uno de los ojos y la disparidad de la retina debido a la posición diferente de cada ojo. Los seres humanos tienen dos ojos para apoyar la interpretación tridimensional de las escenas físicas basadas en estas señales fisiológicas de la profundidad. Estas señales, particularmente la convergencia y la disparidad retiniana, pueden ser estimuladas por las imágenes presentadas a los ojos si las imágenes son de perspectivas levemente diferentes de la misma escena y se presentan independientemente y simultáneamente a los dos ojos.
PsicológicoLas señales psicológicas de la profundidad se utilizan para explicar la profundidad en fotos y pinturas y para incluir tamaño relativo, perspectiva lineal, la altura de los objetos sobre la línea de la vista, la sombra, el brillo relativo, el color y la atenuación atmosférica. Muchos de estas señales se pueden combinar con las señales fisiológicas para realzar el efecto tridimensional. Estas señales se utilizan extensamente para representaciones del terreno.

## Métodos

### Barreras de paralaje
Los métodos de la barrera de paralaje ya se utilizaban desde principios del siglo XX. El estereograma de paralaje consiste en una rejilla vertical fina puesta delante de una imagen especialmente diseñada. La rejilla se hace normalmente de un material opaco con fracturas verticales transparentes y finas con un espaciamiento regular. Cada raja transparente actúa como ventana a un trozo vertical de la imagen puesta detrás de ella. El trozo que vemos depende de la posición del ojo. 
La imagen del estereograma de paralaje está hecha interpolando las columnas a partir de dos imágenes. Esta imagen y la rejilla vertical están alineadas de modo que el ojo izquierdo pueda ver solamente las tiras de la imagen para el ojo izquierdo y el ojo derecho pueda ver solamente las tiras de la imagen para el ojo derecho. 
Pero los estereogramas de paralaje suelen utilizar un número más grande de imágenes, no solo un par. Estas pueden ser imágenes arbitrarias o imágenes ordenadas en una secuencia de tiempo (en este caso se inclina el estereograma para que de la impresión del movimiento). La imagen que está detrás de la barrera está formada por tiras de cada subimagen, puestas una al lado de otra. 
El espectador puede mover su cabeza de lado a lado y ver diversos aspectos de la escena 3D, excepto en una cierta posición donde los ojos ven los pares incorrectos. Esto ocurre en la transición de una tira de la imagen más a la izquierda a una tira de la imagen más a la derecha. 
Este efecto es reducido al mínimo usando una gran cantidad de subimágenes con un ángulo muy pequeño entre ellas o manteniendo una profundidad pequeña de la visión. Desafortunadamente el número de imágenes está definido por la resolución de pantalla y de la barrera.

### Hoja lenticular
En vez de utilizar una barrera, puede utilizarse una hoja lenticular, la cual es una hoja de lentes finas y largas. Esta hoja lenticular contiene una serie de lentes cilíndricas moldeadas en un substrato plástico. Se diseña la imagen trasera para enfocar la línea de la vista de cada ojo sobre diversas tiras y se forma esencialmente de la misma manera que para un estereograma de paralaje. 
La clave para la creación acertada de las imágenes autoestereoscópicas basadas sobre estas lentes es la calidad y la uniformidad de la lente. A diferencia que con el método de barrera, la superficie entera de la lente irradia luz, por lo que no hay zonas opacas.

## Creación de imágenes autoestereoscópicas

### Desde 2D
El caso general para crear imágenes autoestereoscópicas desde imágenes 2D, se interpolan N imágenes para formar un compuesto que sea N veces más ancho que las imágenes individuales. Se asume que las N subimágenes son todas del mismo tamaño y están colocadas correctamente. La imagen final se estira verticalmente para formar una imagen que tenga las mismas proporciones que las subimágenes, pero N veces más larga.

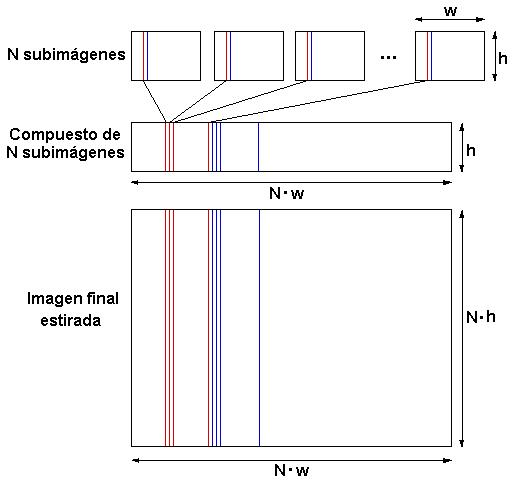
Composición 2D para imagen autoestereoscópica para las N subimágenes que se interpolan.

### Desde 3D
La creación de las N subimágenes de un modelo computarizado 3D solo requiere la colocación exacta de la cámara con la cual se toman estas imágenes y su frustum.
Hay dos maneras de hacerlo; rotacional y sobre ejes paralelos.
|  |  |